# Pavelló Municipal de Luso
El Pavelló Municipal de Luso (en portuguès, Pavilhão Municipal de Luso) és l'estadi poliesportiu de Luso, terme agregat al municipi portuguès de Mealhada. Disposa de quatre vestidors pels equips, un pels àrbitres i una pista d'escalfament. El maig de 2008 s'hi celebrà part de la segona edició de la Copa d'Europa d'hoquei patins femenina.